# 臨清直隸州

临清州在山东省的位置（1820年）

臨清直隸州，清代設置的直隸州。评价：衝，繁，難。隸山東省濟東泰武臨道。
臨清州初沿明制，為東昌府屬州，領縣二。乾隆四十一年（1776年）直隸，割武城、夏津、丘還隸，而館陶還東昌。領縣三：武城縣、夏津縣、丘縣。